# 안드로이드 15
안드로이드 15는 안드로이드의 22번째 버전으로 15번째 주요 릴리스이다. 2024년 2월 첫 번째 개발자 미리보기가 출시되었으며, 소스코드는 2024년 9월 3일에 공개됐다. 2024년 9월 3일, 구글은 안드로이드 15가 앞으로 몇 주 안에 픽셀 폰에 출시될 것이라고 밝혔다.

## 역사

Android 15 개발자 미리보기 로고

안드로이드 15의 내부 암호명은 "바닐라 아이스크림"이다.
안드로이드 15의 첫 번째 개발자 미리보기는 2024년 2월 16일에 출시되었다. 두 번째 개발자 프리뷰(DP2)는 2024년 3월 21일에 출시되었다
안드로이드 15 공식 개발자 미리보기 출시 노트에서 개인정보 보호 샌드박스, 헬스 커넥트, 파일 무결성, 부분 화면 공유, 인앱 카메라 컨트롤, 동적 성능, 민감한 알림, 알림 쿨다운 등의 기능들이 도입될 것으로 밝혀졌다.

두번째 개발자 미리보기 출시에서는 위성 네트워크와의 호환성 개선, 내장 PDF 리더 기능 개선, 앱 보관처리 지원 등 많은 새로운 기능이 추가되었다.
베타 1 출시에는 앱이 엣지 투 엣지로 확장 가능하고 화면 상단과 하단에 반투명 시스템 막대를 그릴 수 있는 기능, 타사 앱 스토어에서 앱을 보관 및 보관 해제하기 위한 OS 수준 지원, 더 나은 점자 지원, 연락처 키에 대한 종단간 암호화 및 기타 여러 새로운 개발자 기능들이 추가되었다.
베타 2에서는 리디자인된 인증 패널, 개선된 개인 정보 보호 및 보안 설정, 새로운 볼륨 패널, 예측 백 및 블루투스 오디오 수정을 포함한 추가적인 개선 사항 .
더불어 베타 3에는 자격 증명 관리자이 리디자인되고 WebSQL 지원이 중단되었다.
안드로이드 15는 리눅스 커널 6.6 버전을 기반으로 한다.

## 같이 보기
- 안드로이드 버전 역사